# Bittacus italicus

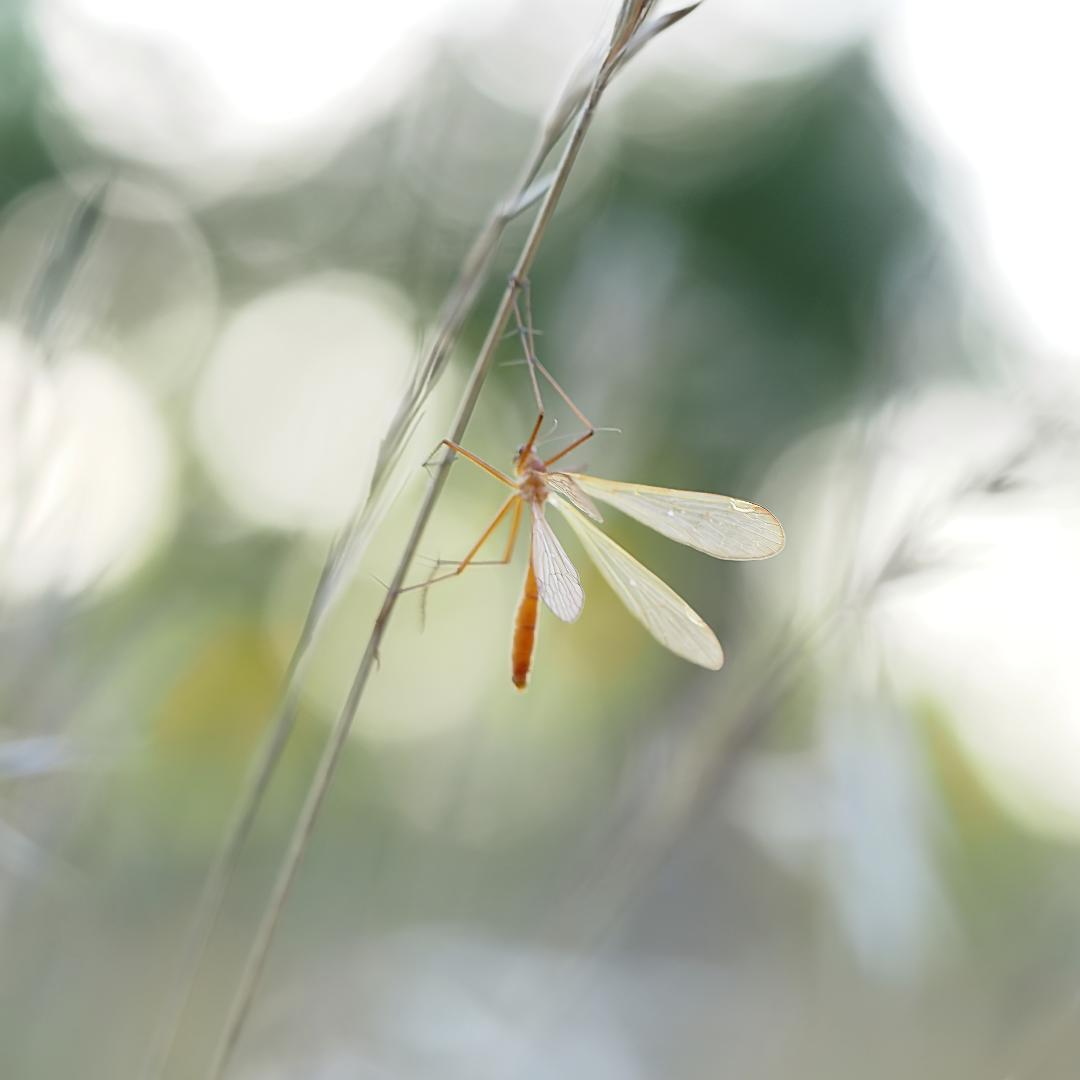
Ein Exemplar aus dem Naturschutzgebiet Totengrien

Bittacus italicus, auch als Italienischer Mückenhaft bezeichnet, ist eine Art der zu den Schnabelfliegen gehörenden Mückenhafte. Bittacus italicus ist eine von zwei in Europa vorkommenden Arten der Mückenhafte. Obgleich sie die häufigere der beiden Arten ist, ist sie durch Lebensraumverlust infolge der Zerstörung von Auengebieten selten geworden.

## Merkmale
Die Flügelspannweite beträgt 35–40 mm. Die Körperfarbe variiert von gelbbraun bis rotbraun. Der Kopf ist länglich und in einen bräunlichen Rüssel ausgezogen. Die Länge der Beine und die Körperform erinnern an eine Schnake, jedoch weist B. italicus vier statt zwei Flügel auf, die zudem für Schnabelfliegen typisch geadert sind. Der Hinterleib des Männchens ist nicht nach oben gekrümmt. Alle Flügel sind lang und schmal, die Flügeladern können variieren. Bittacus italicus ist von der zweiten europäischen Art Bittacus hageni an der dunkleren Färbung des Rumpfes und den vorhandenen schwarzen Dornen an den Hüften unterscheidbar. Außerdem ist das Flügelmal größer und schärfer umrissen. Eine sichere Artbestimmung ist vor allem anhand der männlichen Begattungsorgane möglich. Die Männchen können Intertergalmembrane (Vesikel) zwischen den Abdominalsegmenten VI und VII sowie VII und VIII auszustülpen. Aus diesen Membranen kann ein Sexualpheromon abgegeben werden. Die Form dieser Vesikel unterscheidet sich bei B. italicus und B. hageni.
Die Rückenseite der raupenförmigen Larven ist mit langen Dornfortsätzen bestückt.

## Verbreitung und Lebensraum
Bittacus italicus ist weit in Europa verbreitet und lebt von Spanien im Südwesten bis in den Osten der Ukraine im Osten und bis an die Ostseeküste Deutschlands im Norden. Sie wird in Südeuropa häufiger gefunden als in Mitteleuropa. Weitere Vorkommen sind aus Albanien, Belgien, Bosnien und Herzegowina, Frankreich, Österreich (Kärnten, in Auen der Drau), dem Kosovo, Kroatien, Nordmakedonien, Polen, Rumänien, der Schweiz, Serbien, Slowenien und Spanien bekannt, vermutlich kommt die Art auch in Italien, Ungarn, Montenegro und Griechenland vor. Auch von Vorkommen in Nordasien exklusive China wird berichtet.
Obwohl die Art weit verbreitet ist, wird sie nur selten und lokal gefunden. Dennoch ist sie die häufigere der beiden europäischen Mückenhafte. Durch Lebensraumzerstörung sind viele ihrer alten Populationen mittlerweile ausgestorben. Im Westen Deutschlands gilt sie an den meisten Orten als ausgestorben oder verschollen, auch in Sachsen-Anhalt gilt sie als ausgestorben. Im Südwesten von Baden-Württemberg sind auch aus jüngerer Zeit Funde bekannt.
Lebensraum der Art sind große Flussauen, Überschwemmungsgebiete und Feuchtwiesen, insbesondere Wiesenränder. Von hier aus können weite Wanderflüge unternommen werden.

## Lebensweise
Tagsüber hält sich die Art an schattigen Stellen in der Vegetation verborgen, mit Eintritt der Dämmerung fliegen sie mit herabhängenden Beinen an Wasserläufen oder über Wiesen, oft knapp über Wiesenpflanzen und Austräuchern. Zur Jagd hängen sich die Tiere mit den Vorderbeinen an Pflanzen, beispielsweise Grashalmen fest und fangen kleine Insekten (z. B. Mücken oder Zikaden) mit den Mittel- und Hinterbeinen, die mit Krallen ausgestattet sind und so eine Art Fangnetz bilden können. Kommt ein Kleininsekt den Beinen zu nahe, wird es durch Einschlagen der letzten Tarsalgelenke ergriffen und festgehalten. Die Larve lebt an der Erdoberfläche der Auwaldränder und benötigen feuchten Boden. Die Art ist im Frühling und Sommer zu finden, vor allem von Ende Juli bis September.
Zur Kopulation übergibt das Männchen dem Weibchen ein Beutetier als Hochzeitsgeschenk, ein Verhalten, das auch von Spinnen bekannt ist. Die Kopulation erfolgt in facies ad faciem-Stellung („von Angesicht zu Angesicht“).

## Taxonomie
Die Art wurde 1766 von Otto Friedrich Müller als Panorpa italica erstbeschrieben. Weitere Synonyme lauten Panorpa tipularia Fabricius, 1775 und Bittacus tipularius (Fabricius, 1775).